# Jordan Cantwell
Jordan Cantwell (* 1967 in New York) ist eine kanadische Theologin und Geistliche der United Church of Canada.

## Leben
Cantwell war seit den 1990er Jahren im Dienst der United Church of Canada, u. a. in Südafrika auf einer vom Ökumenischen Rat der Kirchen organisierten Mission zur Überwindung des Rassismus. Erst ab 2006 studierte sie Theologie am St. Andrew's College an der University of Saskatchewan, wurde 2010 zur Pastorin ihrer Kirche ordiniert und übernahm eine kleine Gemeinde in Delisle, Saskatchewan. 
2015 wurde sie als Nachfolgerin von Gary Paterson in das Amt des moderator der general assembly der United Church of Canada gewählt. Ihre Amtszeit endete mit der nächsten general assembly im Jahr 2018.
Cantwell ist mit Laura Fouhse verheiratet, hat ein Kind und wohnt in Saskatoon.